# Arciso Artesiani
 (avril 2020).
Si vous disposez d'ouvrages ou d'articles de référence ou si vous connaissez des sites web de qualité traitant du thème abordé ici, merci de compléter l'article en donnant les références utiles à sa vérifiabilité et en les liant à la section « Notes et références ».
Arciso Artesiani, né à Marzabotto le 22 janvier 1922 et mort à Bologne le 16 mars 2005 est un pilote de moto Italien.

## Biographie

### 1945 / 1948
Il fait ses débuts en compétition en 1945 avec une Moto Guzzi 500. L'année suivante, il se fait un nom dans le milieu sportif italien en remportant huit courses. En 1947, dans championnat italien de deuxième catégorie il remporte le titre avec une Gilera Saturno, remportant le GP des Nations sur le circuit de la Fiera di Milano avec une 500 Arcorense. En 1948, Artesiani passe en première catégorie, toujours avec le Gilera 500, durant cette saison, il remporte deux courses (à Lugano et Trévise), il termine à la troisième place. 

### 1949: Championnat du monde500cm3
En 1949, il participe au premier championnat du monde 500 cm3 avec une 500 quatre cylindres Gilera. Cette année là, Gilera compte dans ses rangs Carlo Bandirola (en) et Nello Pagani. Il termine deuxième du Grand Prix de Suisse lors de la deuxième manche du championnat. Nouveau podium lors de la manche suivante, il termine troisième du Dutch TT à Assen aux Pays Bas. Il signera un troisième podium consécutif avec une deuxième position au Grand Prix de Belgique à Spa, Le dernier tour de la course des 500 est le théâtre d'une farouche bataille entre Doran, Artesiani et Lorenzetti qui finissent presque dans la même seconde. Artesiani signera d'ailleurs le meilleur tour en course. Il terminera la saison avec une nouvelle deuxième place lors du Grand Prix des Nations chez lui en Italie à Monza, terminant à moins d'une seconde de son coéquipier Nello Pagani. 
Il terminera le championnat à la troisième place, derrière Leslie Graham et son coéquipier Nello Pagani, avec trois secondes places et une troisième place et 25 points.

### 1950: Championnat du monde500cm3
Lors du championnat du monde 1950, Artesiani s'engage avec le constructeur MV Agusta. Il pilotera la 500 cm3 à quatre cylindres conçue par l'ingénieur Piero Remor, un autre ancien Gilera. La moto ne répond pas aux attentes, en raison de plusieurs choix techniques de Remor (suspensions à barres de torsion, transmission à cardan..). 
La nouvelle MV Agusta 500 4-cylindres fait ses débuts au Grand Prix de Belgique. Elle est très inspirée de la Gilera. Artesiani finira cinquième à son guidon et offre ainsi ses premiers points au constructeur Italien. Il enchainera avec un abandon et une maigre douzième place au Grand Prix de Suisse. Il offre à MV Agusta son premier podium en catégorie reine lors de la dernière manche au Grand Prix des Nations sur ses terres en Italie.  
Il termine la saison à la huitième place au général.

### 1951: Championnat du monde500cm3
En 1951, Artesiani roule toujours pour MV Agusta. Il entame la saison par un podium lors du Grand Prix d'Espagne. Ce sera son unique et meilleur résultat de la saison, qu'il termine à la treizième place. 
Il signe la même année une victoire de classe au Milan-Taranto 1951 (classe, cependant, qui a vu Artesiani comme le seul participant).  
1951 sera la dernière saison de course pour Artesiani qui prendra sa retraite à 29 ans. 

### Après carrière
Après sa retraite, il se consacre à la gestion d'un centre de vente et d'assistance à Bologne, avec son frère. Il est décédé à 83 ans d'une crise cardiaque. 

## Résultats au championnat du monde
| Saison | Catégorie | Moto      | Grand prix | Grand prix | Grand prix | Grand prix | Grand prix | Grand prix | Grand prix | Grand prix | Points | pos. |
| ------ | --------- | --------- | ---------- | ---------- | ---------- | ---------- | ---------- | ---------- | ---------- | ---------- | ------ | ---- |
| 1949   | 500       | Gilera    | TT         | SUI        | HOL        | BEL        | ULS        | ITA        |            |            | 25     | 3    |
| 1949   | 500       | Gilera    |            | 2          | 3          | 2          | Ab.        | 2          |            |            | 25     | 3    |
| 1950   | 500       | MV Agusta | TT         | BEL        | HOL        | SUI        | ULS        | ITA        |            |            | 6      | 8    |
| 1950   | 500       | MV Agusta |            | 5          | Ab.        | 12         |            | 3          |            |            | 6      | 8    |
| 1951   | 500       | MV Agusta | ESP        | SUI        | TT         | BEL        | HOL        | FRA        | ULS        | ITA        | 4      | 13   |
| 1951   | 500       | MV Agusta | 3          | Ab.        |            |            | Ab.        |            |            | Ab.        | 4      | 13   |

| Couleur | Résultat                     |
| ------- | ---------------------------- |
| Or      | Vainqueur                    |
| Argent  | 2e place                     |
| Bronze  | 3e place                     |
| Vert    | Terminé, dans les points     |
| Bleu    | Terminé, pas dans les points |
| Violet  | Abandon (Ab.) ou (Ret)       |
| Violet  | Non classé (NC)              |
| Rouge   | Pas qualifié (DNQ)           |
| Noir    | Disqualifié (DSQ)            |
| Blanc   | Pas au départ (DNS)          |
| Blanc   | Forfait (WD)                 |
| Blanc   | N'a pas participé (DNP)      |
| Blanc   | Blessé (INJ)                 |
| Blanc   | Exclu (EX)                   |
| Blanc   | Course annulée (C)           |